# Collectif contre les expulsions
Le Collectif contre les expulsions (CCLE), créé en 1998 à Bruxelles, est un collectif autonome pour la défense de la liberté de circulation et pour la solidarité avec les étrangers en situation irrégulière détenus dans les Centres fermés gérés par l'Office des étrangers où environ 8 000 personnes sont enfermées chaque année en vue de leur expulsion ou de leur refoulement.
Privilégiant la résistance par l'action directe non violente et la désobéissance civile, le CCLE ne se positionne pas « pour » les sans-papiers, mais pour agir « avec » eux.
En Belgique, la gestion de la politique des étrangers revient à la Direction générale de l'Office des étrangers. Les règles de bases applicables en la matière sont décrites dans la loi du 15 décembre 1980 sur l'accès au territoire, le séjour, l'établissement et l'éloignement des étrangers et dans l’arrêté royal d’exécution du 8 octobre 1981.
L'article 77 de cette loi punit « quiconque [qui] sciemment assiste un étranger […] dans […] son entrée illégale ou son séjour illégal dans le Royaume […] » à une peine de huit jours à trois mois et d'une amende de 1 700 € à 6 000 €. Le texte prévoit cependant que cette réglementation « ne s'applique pas si l'aide ou l'assistance est offerte à l'étranger pour des raisons principalement humanitaires ».
Cette législation a été durcie en 1995, par la loi du 13 avril 1995 contenant des dispositions en vue de la répression de la traite des êtres humains et de la pornographie enfantine qui a introduit des peines plus lourdes pour lutter contre la criminalité organisée.

## Historique
Le Collectif Contre les Expulsions est né fin avril 1998, au sein du Centre Social de Bruxelles, à l’initiative d'une quinzaine de personnes voulant dénoncer l’existence des Centres fermés où sont détenus des étrangers en situation irrégulière.
Dans un premier temps, le Collectif, mène des actions spectaculaires pour médiatiser l’existence de ces centres peu connus du grand public : production de textes, tracts, conférences de presse, actions de sensibilisation et manifestations relais dans les centres fermés, contact avec les sans-papiers, parrainage, dons de vêtements, de cartes téléphoniques pour leur permettre de rester en contact avec l’extérieur.
Le Collectif manifeste régulièrement à Steenokkerzeel, où se trouve le « complexe fermé » le plus proche de Bruxelles. Celui-ci comprend trois centres fermés. Le Centre INAD au sein même de l’aéroport de Bruxelles-National, en territoire international, où les personnes retenues n’ont aucun contact avec l’extérieur. Le Centre 127 situé dans la partie militaire de l’aéroport. Le Centre de rapatriement 127bis, le plus visible et le plus accessible qui se trouve le long des pistes d’atterrissage. C’est devant celui-ci que le Collectif manifeste, à la fois pour montrer son soutien aux personnes qui peuvent les entendre de l’intérieur, mais surtout pour alerter les médias.

## Radicalisation

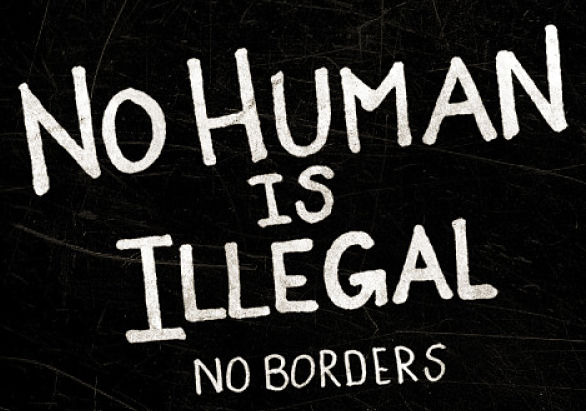
No Border

À partir de mars-avril 1998, c'est l'action directe dans les aéroports qui a le plus de retentissement : il s’agit de convaincre les passagers du vol de s’opposer à l’expulsion en cours. C'est lors d'une de ces actions que le Collectif prend pour la première fois contact avec Semira Adamu.
À cette époque, les sans-papiers sont expulsés sur des vols réguliers. S'ils résistent, ils sont menottés, parfois bâillonnés ou drogués, maintenus au fond de l’avion jusqu’à la fermeture des portes. Si un ou plusieurs passager refuse de s’assoir au moment du décollage, l’avion ne part pas. La législation internationale en matière de transport aérien prévoit qu’un avion ne peut pas décoller si tous les passagers ne sont pas consentants pour effectuer le vol. Certains pilotes s'opposent également aux expulsions.
Parfois les actions sont plus radicales. Le 8 mai 1998, 22 jeunes activistes s'enchainent sur le chantier du Centre de Vottem (près de Liège). Le 21 juillet 1998, une trentaine de sans-papiers s'échappent du Centre de rapatriement 127bis à la suite d'un départ de feu volontaire. Des fourgons cellulaires sont également bloqués entre le Centre fermé 127 bis et l'aéroport par des jets d'œufs remplis de peinture. En septembre, un mois d'actions est organisé autour du futur centre fermé de Vottem, des sabotages sont commis sur le chantier pour en retarder l'ouverture.
À Liège et à Bruxelles, plusieurs dizaines de militants sont inculpés, certains d'entre eux commencent à passer devant les tribunaux, menacés des Assises. La répression s'accentue. Le Centre social est délogé par la police du squat qui lui sert de local,.
Un Comité de soutien au Collectif s'organise, composé notamment d'intellectuels comme Lise Thiry ou Anne Morelli. Dans un geste de désobéissance civile, en août, une centaine de personnalités belges affirment publiquement « avoir hébergé » un fugitif évadé du 127 bis, parmi elles : pratiquement tous les députés et sénateurs Ecolo mais aussi Jacky Morael, des députés Agalev, François Martou, Sarah Goldberg (membre de la Fondation Auschwitz), un magistrat honoraire au tribunal du travail, et surtout beaucoup de personnalités du monde de la culture et du spectacle, le réalisateur Jaco Van Dormael, les frères Dardenne, les chanteurs Jean-Luc Fonck et Claude Semal, etc.
Le collectif reçoit, par ailleurs, le soutien appuyé d'associations comme la Ligue des droits de l'homme (Belgique francophone) ou le Mouvement contre le racisme, l'antisémitisme et la xénophobie (MRAX).
Devant l'ampleur que prend le mouvement, le Sénat se saisit du débat sur la politique d'asile.

## Semira Adamu
Semira Adamu, demandeuse d'asile nigériane, a fui son pays pour échapper à un mariage forcé. Incarcérée au Centre fermé 127bis, elle fait l'objet de plusieurs tentatives d'expulsion forcée, notamment le 21 juillet 1998. Le Collectif parvient à communiquer avec elle et Lise Thiry en devient la marraine. L'affaire est médiatisée et provoque un large débat public. Semira, en quelques semaines, est devenue le symbole public de la lutte menée par le Collectif contre les expulsions massives d'étrangers.
Le 22 septembre 1998, Semira Adamu est emmenée, pour la sixième fois, manu militari vers un avion qui doit l'amener à Lomé au Togo,. Elle se débat. Son escorte (des gendarmes) lui applique un coussin sur le visage. Elle s'effondre et tombe dans un coma profond. Elle est évacuée vers les cliniques universitaires Saint-Luc, à Woluwe-Saint-Lambert, où elle décède dans la soirée.
Deux gendarmes sont interpellés et inculpés pour coups et blessures volontaires ayant entraîné la mort sans intention de la donner. L'un d'eux est un récidiviste et a déjà été suspendu pour violence sur un candidat réfugié. Ils seront finalement cinq à comparaitre, en 2003, devant le tribunal correctionnel de Bruxelles.
L'annonce des circonstances de la mort de Semira, suscite une vague d'indignation : veillées aux bougies, manifestations spontanées, actions radicales sur des centres fermés, jusqu'à une scène de quasi émeute dans les locaux du Sénat où des membres du Collectif exigent la démission du Ministre de l'intérieur (socialiste), Louis Tobback.
Le 22 septembre, le Ministre de l'intérieur annonce la suspension des rapatriements forcés de réfugiés politiques dont la demande d'asile a été refusée. Le 24 septembre, sous la pression tant de la rue que des milieux politiques, Louis Tobback démissionne,, s'estimant « trahi par la gendarmerie ».
Le samedi 26 septembre, 5 000 personnes se retrouvent à la Cathédrale Saints-Michel-et-Gudule de Bruxelles pour un hommage citoyen et pluraliste,.
Les portes de plusieurs centres fermés s'ouvrent et près d'une centaine de sans-papiers sont élargis.
Un an plus tard, le 22 septembre 1999, le Collectif occupe symboliquement le cabinet du Ministre de la Justice et un millier de personnes rendent hommage à Semira.

## Suites
Dans les années qui suivent, plusieurs églises sont occupées, avec le soutien du Collectif, par des sans-papiers : notamment, en octobre 1998 au cœur du quartier du Laveu (Liège) ; en 2003, l'église Saint-Boniface à Ixelles (Bruxelles) ; et en 2009, pour la deuxième fois, l'église Saint-Jean-Baptiste-au-Béguinage, avec l'accord des deux curés.
Jusqu'en 2003, une vingtaine de membres du Collectif font face à de nombreux procès,.

## Une nouvelle forme d'action politique
Parti d'un petit nombre d'activistes, la question du traitement des étrangers en situation irrégulière, a saisi la société tout entière. Ainsi, le politologue Xavier Mabille du Centre de recherche et d'information socio-politiques parle d'« une nouvelle vague sociale humaniste qui s'engage pour les droits de l'homme, hissant les couleurs bariolées de la multiculturalité ». Et il poursuit : « le Collectif ne parie pas sur l'idéologie. Il travaille les mentalités. Il appelle à la désobéissance civile. Refusant la pesanteur belge des clivages et des piliers, il demande à ses membres de s'investir personnellement, en laissant au vestiaire leur carte de parti. Le collectif ne se laisse pas cataloguer, sinon par sa filiation avec le mouvement étudiant. Dans ses rangs, on trouve quelques anars, quelques trotskystes, mais surtout des étudiants et des chômeurs. Le collectif a contrecarré plusieurs expulsions de candidats réfugiés en décidant les passagers et le pilote à s'indigner. En juillet, son action commando a permis à trente réfugiés de s'évader du centre 127 bis. ».